# Perzifláž
Perzifláž čili parsifláž (z francouzského siffler – písknout) je výrazový prostředek, který se používá k zesměšnění. Používá principu posměšného napodobení, satirického a ironického zpitvoření obsahu, tématu nebo motivu. Jako perzifláž se označují také díla zesměšňující své předlohy, zpravidla formou parodie, aluze nebo komiksu.
Příkladem perzifláže je např. Pampovánek Jaromíra Johna nebo divadelní komedie Doma u Hitlerů.